# Gonibregmatus cumingii
Gonibregmatus cumingii är en mångfotingart som beskrevs av Newport 1843. Gonibregmatus cumingii ingår i släktet Gonibregmatus och familjen Gonibregmatidae.
Artens utbredningsområde är Filippinerna. Inga underarter finns listade i Catalogue of Life.